# Поморцев, Борис Николаевич
Бори́с Никола́евич Помо́рцев (род. 11 марта 1932, город Оха, Сахалинская область, СССР) — российский художник-пейзажист, портретист, заслуженный деятель искусств Карельской АССР (1979), Заслуженный художник РСФСР (1985), Народный художник Российской Федерации (2000), Почётный член Российской Академии Художеств (2012).

## Биография
Детство и юность прошли в Иркутске.
В 1952 году окончил Иркутское художественное училище. После призыва в армию учился в Иркутском военном авиационно-техническом училище, по окончании которого в 1954 году был направлен для прохождения службы в Карело-Финскую ССР, в гарнизон посёлка Бесовец. С 1956 года проживает в Петрозаводске.
В 1962 году принят в Союз художников СССР.
Художник работает в технике масляной и темперной живописи, в жанрах пейзажа и портрета. В своём творчестве обращается к теме истории России, народного зодчества Русского Севера.
В 1978—1982 годах — председатель Союза художников Карельской АССР.
Поморцев Б. Н. является участников всесоюзных (1961—1984) и всероссийских (1961—1999) выставок художников, выставок в Финляндии (1966, 1969, 1972, 1985), ГДР (1972, 1977, 1983, 1985).

## Известные произведения
«Субботний день» (1961), «Полдень» (1963), «Заонежье» (1965), «Бани топятся» (1968), «В Прионежье» (1969), «В краю озёрном» (1970), «Бакенщик», «На земле карельской» (1972), «Заонежье», «Заозерье» (1973), «Август» (1977), «Майские ночи» (1979), «Онежская быль», «Сыновья. Сорок первый» (1984), «В поморском селе» (1987), «Беломорканал. Митинг» (1989—1992), «Кемь» (1995).
Работы Бориса Поморцева находятся в Государственном Русском музее, Центральном музее Вооружённых Сил РФ, Музее изобразительных искусств Республики Карелия, Национальном музее Республики Карелия, Российском Фонде культуры, в музее-заповеднике «Кижи», в частных коллекциях и собраниях в России и за рубежом.